# Pasar Talo
Pasar Talo is een bestuurslaag in het regentschap Seluma van de provincie Bengkulu, Indonesië. Pasar Talo telt 573 inwoners (volkstelling 2010).